# Jägerstraße 4a (Thale)

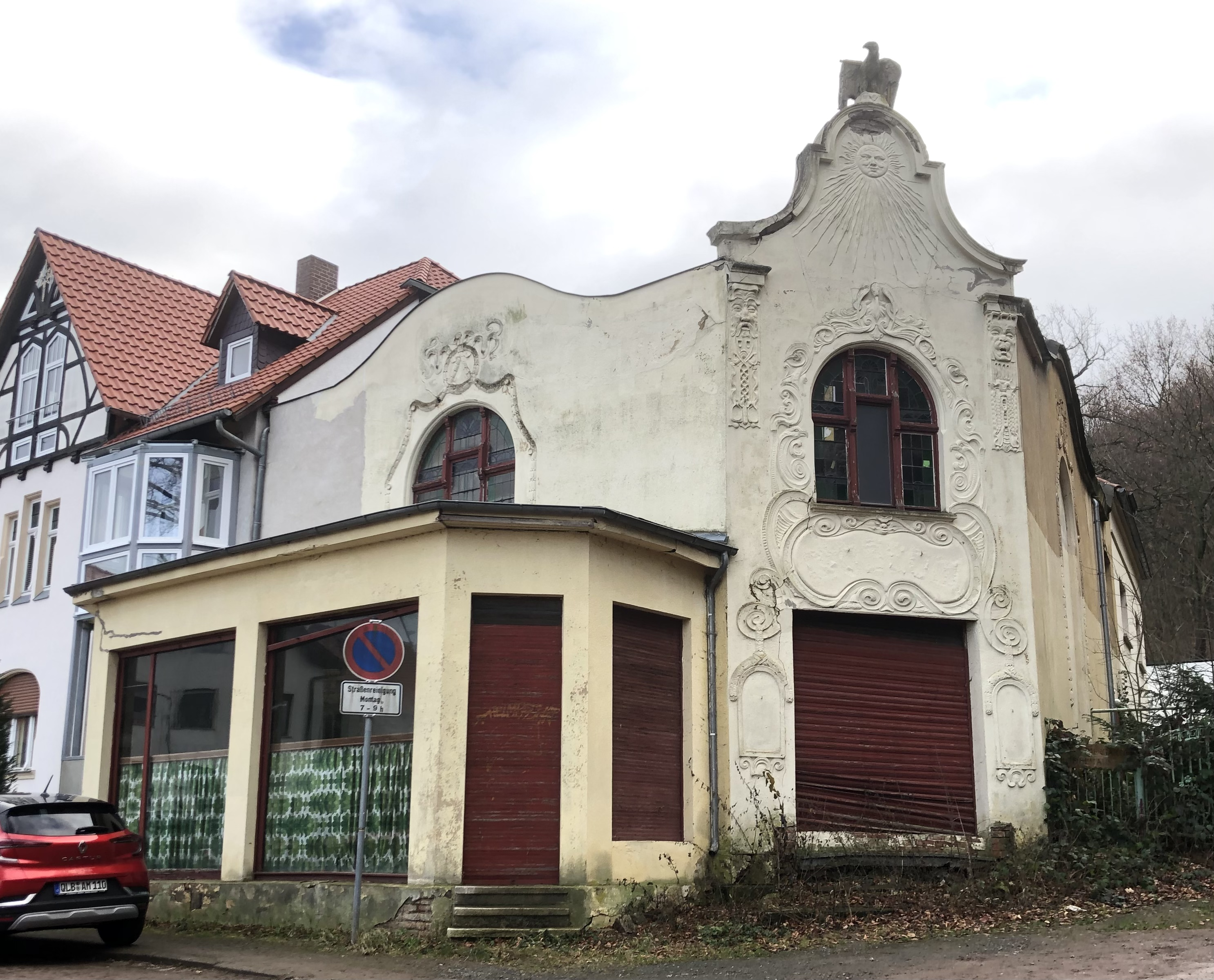
Haus Jägerstraße 4a im Jahr 2021

Das Gebäude Jägerstraße 4a ist ein denkmalgeschütztes Wohnhaus in der Stadt Thale in Sachsen-Anhalt.

## Lage
Das Haus befindet sich auf der Südseite der Jägerstraße, an deren westlichen Ende. Unmittelbar nordöstlich beginnt die Heimburgstraße, für die das Gebäude ein Point de vue bildet. Südwestlich des Hauses mündet der vom Hexentanzplatz herab nach Thale führende Wanderweg ein. Südlich des Hauses erstreckt sich ein größeres Waldgebiet.

## Architektur und Geschichte
Das zweigeschossige Gebäude wurde im Jahr 1907 als massiver Bau in Formen des Jugendstils mit üppigen Verzierungen errichtet. Der Grundriss des Baus ist unregelmäßig. Der zur Straße weisende Giebel ist in Fachwerkbauweise erstellt. An der Seite befindet sich ein doppelgeschossiger Wintergarten. Am Anbau wurde ein besonders dynamisch wirkender mit Reliefverzierungen versehener Jugendstilgiebel eingesetzt.
Im örtlichen Denkmalverzeichnis ist das Wohnhaus unter der Erfassungsnummer 094 45278 als Baudenkmal verzeichnet.